# August Greifzu
August Greifzu (* 13. April 1873 in Heidesheim; † 30. April 1949 in Biebrich) war ein deutscher Architekt des Späthistorismus. Er war vor allem als Kirchenarchitekt tätig und hat eine Reihe von römisch-katholischen Kirchen in Rheinhessen, in Hessen, in Unterfranken und in der Pfalz erbaut.

## Leben
Greifzu war ein Schüler des Architekten und nachmaligen Mainzer Dombaumeisters Ludwig Becker. Im Jahre 1897 eröffnete Greifzu in Mainz ein „Büro für kirchliche Architektur und Innen-Einrichtung“. Seit 1900 entstanden die ersten Kirchen nach seinen Entwürfen. Vermutlich war Greifzu um 1903 Lehrer für Architektur an der Kunstgewerbeschule in Mainz. Nach seiner Ehescheidung 1910 und einer erneuten Eheschließung 1911 konnte er nicht mehr offiziell für katholische Kirchenbauprojekte verantwortlich zeichnen. Er zog von Mainz nach Ludwigshafen und arbeitete seit 1910 für den Architekten Karl Marschall, Göllheim bzw. Ludwigshafen, unter dessen Namen Greifzu von nun an seine Kirchenentwürfe fertigte. In den Jahren nach 1919 hat Greifzu auch einige Wohngebäude entworfen.

## Werk
Greifzu hat ein ansehnliches Œuvre hinterlassen, das sich zwar in Umfang und Qualität nicht mit dem seines Lehrers Ludwig Becker messen kann, aber dennoch zu den beachtenswerten Leistungen des Späthistorismus zählt. „Es ist merkwürdig, daß August Greifzu in die einschlägigen Speziallexika keine Aufnahme fand.“ (Marcus Kiefer)

### Bauten und Entwürfe
- 1900–1901: Katholische Kapelle St. Walburga in Groß-Gerau (1956 abgerissen für größeren Nachfolgebau)[8]
- 1901: Erweiterung der katholischen Kirche St. Gereon in Nackenheim[4]
- 1902: Katholische Liebfrauen-Kapelle in Nidda (1952 abgerissen und durch einen größeren Neubau ersetzt)[9]
- 1902: Katholische Christkönig-Kirche in Bischofsheim (1926 abgerissen, ersetzt durch die neue Christkönig-Kirche von Dominikus Böhm)[10]
- 1903–1904: Fassade des Hotels Metropol in Mainz, Kaiserstraße 98 / Rheinallee 5[11]
- 1903–1904: Katholische Kirche St. Bartholomäus in Groß-Zimmern[12]
- 1904: Katholische Kirche St. Martin in Siefersheim[13]
- 1904–1905: Umbau der katholischen Kirche St. Peter in Herrnsheim[14] (heute: Worms)
- 1904–1905: Katholische Kirche St. Maria Immaculata in (Wiesbaden-)Amöneburg[15]
- 1905: Katholisches Missionshaus in Lauterbach[16]
- 1905–1906: Umbau und Renovierung der katholischen Kirche St. Laurentius in Gau-Algesheim[17]
- 1906: Restaurierung der Martinskirche in Kleinbockenheim.[18]
- 1905–1907: Katholische Kirche St. Paul in Großauheim[19][20]
- 1906: Umbau der katholischen Pfarrkirche zu Mosbach[21]
- 1906: Sanierung der katholischen Kirche St. Bartholomäus in Oppenheim[4]
- 1906–1907: zwei Wettbewerbsentwürfe für die katholische Kirche St. Elisabeth in Marburg (nicht ausgeführt)[22]
- 1906–1908: Katholische Kirche St. Remigius in Wöllstein
- 1907–1908: Sanierung der katholischen Kapelle St. Mauritius in Bieber[23]
- 1907–1908: Katholische Kirche St. Bartholomäus in Bernbach[24][25]
- 1907–1908: Katholische Herz-Jesu-Kirche in Gustavsburg[26]
- 1908: Katholische Kirche St. Peter und Paul in Erlenbach am Main[27][28][29]
- 1908: Pfarrhaus der katholischen Gemeinde St. Walburga zu Groß-Gerau[30]
- 1908: Katholische Kirche St. Josef in Obernkirchen[31]
- 1908–1909: Katholische Kirche St. Christophorus in Niederselters[32][33][34]
- 1908–1909: Katholische Kirche St. Marien in Vockenrod[35][36]
- 1908–1910: Katholische Heilig-Kreuz-Kirche in Worms-Horchheim[37][38][39][40]
- 1910–1911: Katholische Herz-Jesu-Kirche in Kelsterbach[41][42]
- 1910: Erweiterung der katholischen Kirche St. Michael in Münster bei Dieburg[43][44][45]
- 1911: Umbau der katholischen Pfarrkirche St. Margaretha zu Kahl am Main (mit Carl Marschall, Göllheim)[4]
- 1911–1914: Katholische Pfarrkirche in Hammelbach[46][47]
- 1912: Katholische Kirche in Raunheim (Notkirche in Holzfachwerk-Bauweise, 1930 abgerissen für Neubau)[48]
- 1912–1913: Katholische Kirche Unbefleckte Empfängnis Mariae in Ahl (Bad Soden-Salmünster), (mit Karl Marschall, Göllheim)[49]
- 1912–1914: Katholische Pfarrkirche St. Mariä Heimsuchung in Birstein (mit Karl Marschall, Göllheim)[50]
- 1914–1920: Katholische Kirche St. Katarina in Wasserlos (mit Karl Marschall, Ludwigshafen)[51]
- 1915–1918: Katholische Kirche St. Johannes der Täufer in Ebernburg (mit Karl Marschall, Göllheim)[52]
- 1919–1920: Wohnhaus-Gruppe Gneisenaustraße 8–10 und Roonstraße 2–4 in Ludwigshafen am Rhein
- 1919–1922: Wohnhaus (späteres Viktoriastift) in Finkenbach-Gersweiler[53]
- 1921: Kriegerdenkmal mit Ehrenhain und Ehrenfriedhof in Finkenbach-Gersweiler[54]
- 1926–1927: Katholische Kirche St. Josef von Nazareth in Ludwigshafen am Rhein (1944 zerstört)
- 1946: Pläne für den Wiederaufbau der kriegszerstörten Kirche St. Maria Immaculata in (Wiesbaden-)Amöneburg.[4]